# Saul Bellow
Saul Bellow (tên thật là Solomon Bellows, 12 tháng 6 năm 1915 – 5 tháng 4 năm 2005) là nhà văn Mỹ đoạt giải Pulitzer cho tác phẩm hư cấu năm 1976 và giải Nobel Văn học năm 1976.

## Tiểu sử
Saul Bellow sinh ở Lachine, Quebec (nay thuộc Montreal), là con út trong một gia đình Do Thái ở Sankt-Peterburg, Nga nhập cư đến Canada. Bố ông là nhà buôn rượu nhưng sau khi gia đình chuyển đến Chicago (1924) chuyển sang buôn than. Từ nhỏ S. Bellow đã đọc Shakespeare và các nhà văn thế kỉ XIX, nói thạo bốn ngoại ngữ và được dạy dỗ theo những truyền thống được ghi trong Kinh Cựu Ước. S. Bellow học Đại học Chicago, nhận bằng cử nhân danh dự ngành xã hội học và nhân chủng học Đại học Northwestern (1937); làm nghiên cứu sinh tại Đại học Wisconsin.
Trong Thế chiến II, S. Bellow là lính thủy đánh bộ. Năm 1944 ông xuất bản tiểu thuyết đầu tay Người lơ lửng, kể về một kẻ không có vị trí xã hội, không biết thích ứng, lửng lơ giữa đời. Sau chiến tranh, S. Bellow giảng dạy và làm việc ở một số trường đại học, sống ở New York, Paris, Roma. Từ năm 1962, ông định cư ở Chicago, tiếp tục viết văn. S. Bellow là nhà văn được trao rất nhiều giải thưởng: giải Guggenheim năm 1948 cho tiểu thuyết Nạn nhân; giải Pulitzer năm 1976 cho Món quà của Humboldt (1975), giải thưởng quốc gia năm 1954 cho Những cuộc phiêu lưu của Augie March, và cho Herzog năm 1964, Hành tinh của ngài Sammler năm 1971. Tháng 1/1968, nước Pháp trao tặng ông giải thưởng văn học cao nhất dành cho những người không phải là công dân của nước Pháp. Tháng 3/1968, ông được trao giải Di sản Do Thái cho sự "hiểu biết sâu sắc nền văn học Do Thái". Năm 1976 ông lại được nhận giải kế thừa nền dân chủ Mỹ. Đây là lần đầu tiên giải thưởng này được trao cho một nhà văn. Năm 1976 S. Bellow được trao giải Nobel vì những đóng góp lớn lao cho sự phát triển văn học Mỹ và thế giới bằng những tác phẩm mang tính nhân đạo sâu sắc có ngôn ngữ và văn phong bậc thầy.
S. Bellow còn là nhà viết kịch. Ông là tác giả của vở kịch Sự phân tích cuối cùng và một số vở kịch ngắn khác. Ông viết nhiều truyện và bài cho rất nhiều báo như Partisan Review, Playboy, Harper's Bazaar... Trong cuộc chiến tranh Israel – Arập năm 1967, ông là phóng viên chiến tranh của tờ Newsday. Ông đã dạy ở trường Cao đẳng Bard, các Đại học Princeton, Minnesota và là thành viên của Ủy ban các tư tưởng xã hội tại Đại học Chicago. Ông mất ở Brooklin (bang Massachusetts, Mỹ).

## Tác phẩm

### Các tác phẩm
- Người lơ lửng (Dangling man, 1944), tiểu thuyết
- Nạn nhân (Victim, 1947), tiểu thuyết
- Những cuộc phiêu lưu của Augie March (Adventures of Augie March, 1953), tiểu thuyết
- Nắm lấy một ngày (Seize the day,1956), tiểu thuyết
- Henderson Thần mưa (Henderson the Rain King, 1959), tiểu thuyết
- Herzog (Herzog, 1964), tiểu thuyết
- Sự phân tích cuối cùng (The last analysis, 1966), kịch
- Khó ở (Under the weather, 1966), kịch
- Hồi ký của Mosby và những câu chuyện khác (Mosby's memoirs and other stories, 1968), tập truyện.
- Hành tinh của ngài Sammler (Mr. Sammler's planet, 1970), tiểu thuyết.
- Món quà của Humboldt (Mr. Humboldt's gift, 1975), tiểu thuyết.
- Tới Jerusalem và trở về: những ấn tượng riêng (To Jerusalem and back: a personal account, 1976), ghi chép
- Tháng 12 của ngài trưởng khoa (Dean's december, 1982), tiểu thuyết
- Gã khờ và những câu chuyện khác (Him with his foot in mouth and other stories, 1984), tập truyện
- Nỗi đau buồn hơn cái chết (More die of heartbreak, 1987), tiểu thuyết
- Kẻ trộm (A theft, 1989), tiểu thuyết
- Họ hàng nhà Bellarosa (The Bellarosa connection, 1989), tiểu thuyết
- Đôi điều nhớ về tôi, ba câu chuyện phiếm (Something to remember my by, three tales, 1992), truyện ngắn
- Tất cả đều có lý (It all adds up, 1994), tự truyện
- Trên thực tế (The actual, 1997), tự truyện
- Ravelstien (Ravelstien, 2000), tiểu thuyết

### Các bản dịch tiếng Việt
- Henderson, Ông hoàng mưa; Thiếu Khanh (Nguyễn Huỳnh Điệp) dịch, Hà Nội: Nhà xuất bản Văn học và Công ty cổ phần Văn hóa và Truyền thông Nhã Nam, 2010.
- Herzog, Thiếu Khanh dịch, Hà Nội: Nhà xuất bản Hội Nhà văn và Công ty cổ phần Sách Tao Đàn, 2019.
- Cuộc phiêu lưu của Augie March, Nguyễn Vân Hà dịch, Hà Nội: Nhà xuất bản Hội Nhà văn và Công ty cổ phần Sách Tao Đàn, 2021.